# Gonzalo Marzá
Gonzalo Marzá Trilles (Castellón, 10 de abril de 1916 — ib., 6 de septiembre de 1996) fue un futbolista español que jugó en la demarcación de portero.

## Biografía
Gonzalo Marzá debutó como futbolista en 1934 con el Sport La Plana, llegando a disputar dos partidos en [[Segunda División de España|Segunda División. Posteriormente, en 1936, fichó por el Villarreal C. F., aunque tuvo que abandonar el club tras el estallido de la Guerra Civil Española. Tras finalizar la guerra, Gonzalo volvió al mundo del fútbol con el C. D. Castellón, en el que permaneció durante una temporada. Tras finalizar el año fue traspasado al Real Madrid C. F., club en el que estuvo durante tres temporadas. Al acabar su contrato en el club madrileño el 28 de noviembre de 1944, fue fichado por el R. C. Celta de Vigo, que en aquel entonces disputaba la Segunda División de España, ascendiendo en la temporada siguiente a Primera División. En la temporada 1947/48 consiguió mejores resultados con el club vigués, llegando a la final de la Copa del Rey y acabando cuarto en liga. Llegó a jugar un total de 60 partidos en nueve temporadas con el club vigués. La temporada siguiente firmó con el C. A. Osasuna, sin embargo, no llegó a disputar ningún partido, retirándose al finalizar la temporada 1954-55.
Falleció el 6 de septiembre de 1996 a los 80 años de edad.

## Clubes
| Club                | País   | Año       | Partidos | Goles |
| ------------------- | ------ | --------- | -------- | ----- |
| Sport La Plana      | España | 1934-1935 | 2        | 0     |
| Villarreal C. F.    | España | 1936      | 0        | 0     |
| C. D. Castellón     | España | 1939-1940 | 6        | 0     |
| Real Madrid C. F.   | España | 1941-1944 | 41       | 0     |
| R. C. Celta de Vigo | España | 1945-1954 | 61       | 0     |
| C. A. Osasuna       | España | 1954-55   | 0        | 0     |